# Tachypeza rostrata
Tachypeza rostrata är en tvåvingeart som beskrevs av Friedrich Hermann Loew 1864. Tachypeza rostrata ingår i släktet Tachypeza och familjen puckeldansflugor. Inga underarter finns listade i Catalogue of Life.